# Рансон, Поль
Поль-Эли́ Рансо́н (фр. Paul-Élie Ranson; 29 марта 1864 — 20 февраля 1909) — художник французского постимпрессионизма, живописец и график, мастер декоративно-прикладного искусства, теоретик и педагог. Член группы Наби

## Биография
Родился в Лиможе в семье мелкого чиновника. Учился в Школе Декоративных искусств. Испытал влияние живописи Поля Гогена. В 1886 году поступил в парижскую Академию Жюлиана, где два года спустя встретил Поля Серюзье. В 1890 году вступил в основанную Серюзье художественную группу «Наби» (фр. Nabis), став одним из её творческих лидеров. Каждую субботу члены «Наби» собирались на Бульвар-дю-Монпарнас в квартире Рансона и его жены, Мари-Франсуа.
Рансон увлекался оккультной философией, теософией и восточными мистическими учениями. Именно им был предложен «язык Наби», на котором должны были общаться члены группы, и введены полушутливые «тайные имена» для каждого из художников. Самого Рансона называли «еще более японским наби, чем японский наби».
Рансон с увлечением сосредоточился на декоративном искусстве. Художник делал эскизы для шпалер и набивных тканей, для росписи керамики и витражей, писал панно для украшения частных домов. Как легко догадаться из наби-прозвища Рансона, значительное влияние на его творчество оказала японская гравюра. Но главным предметом его картин стали символические, мистические и экзотические темы и сюжеты. Изысканные растительные мотивы, прихотливая пластика линий его декоративных работ колористически и композиционно переплетаются с фигурами людей, предвосхищая язык стиля ар-нуво. Следует также сказать, что Рансон собрал большую коллекцию книг по мистицизму и оккультизму, а художественные критики надеялись найти в его декоративных работах разгадки тайн его творчества.
В 1908 году, через три года после прекращения существования «Наби», совместно с женой художник создал «Академию Рансона» — подобие Академии Жюлиана, где преподавали как сам Рансон, так и бывшие члены группы «Наби», такие, как Поль Серюзье и Морис Дени. В основу методики преподавания Рансона легли методы и идеи, разработанные в «Наби». В этом же году за заслуги в области преподавания Рансон был награждён Орденом академических пальм.
Вскоре после основания Академии — в феврале 1909 года — живописец скончался от брюшного тифа, и управлять учреждением стала его жена. Академия Рансона с некоторыми перерывами существовала до 1955 года, после чего была окончательно закрыта.

## Галерея

Некоторые работы
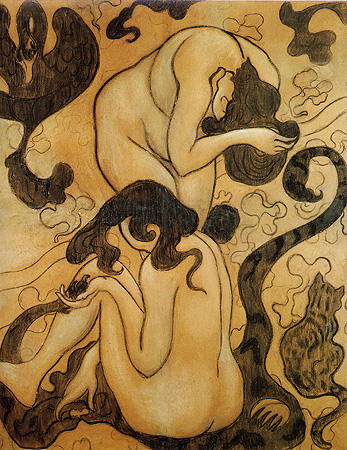
«Два акта» (1890)
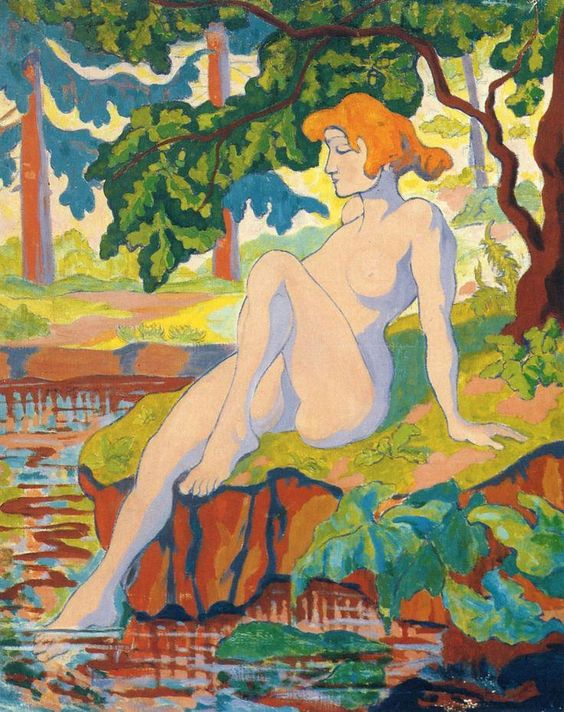
«Купание»
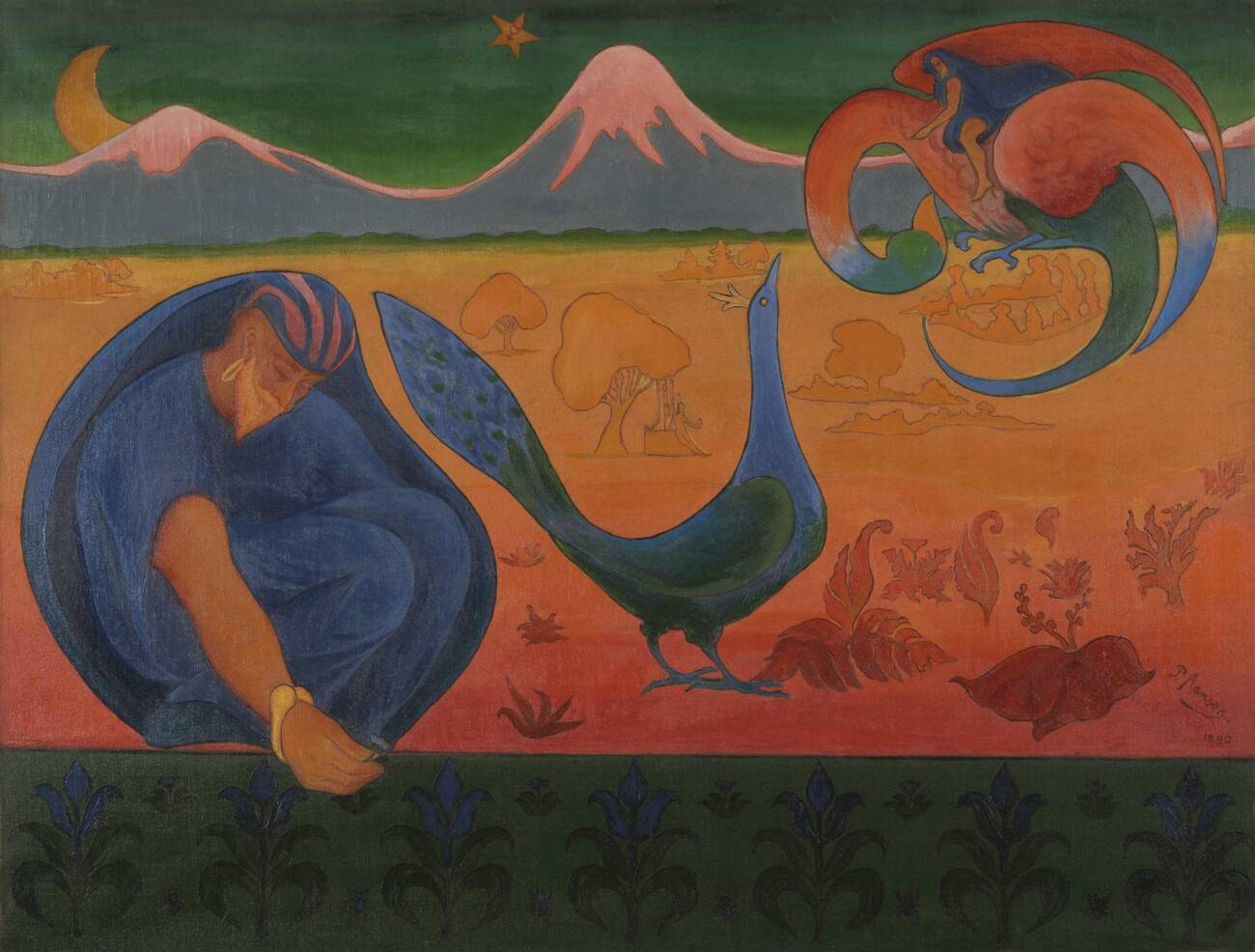
«Пейзаж Пророка» (1880)
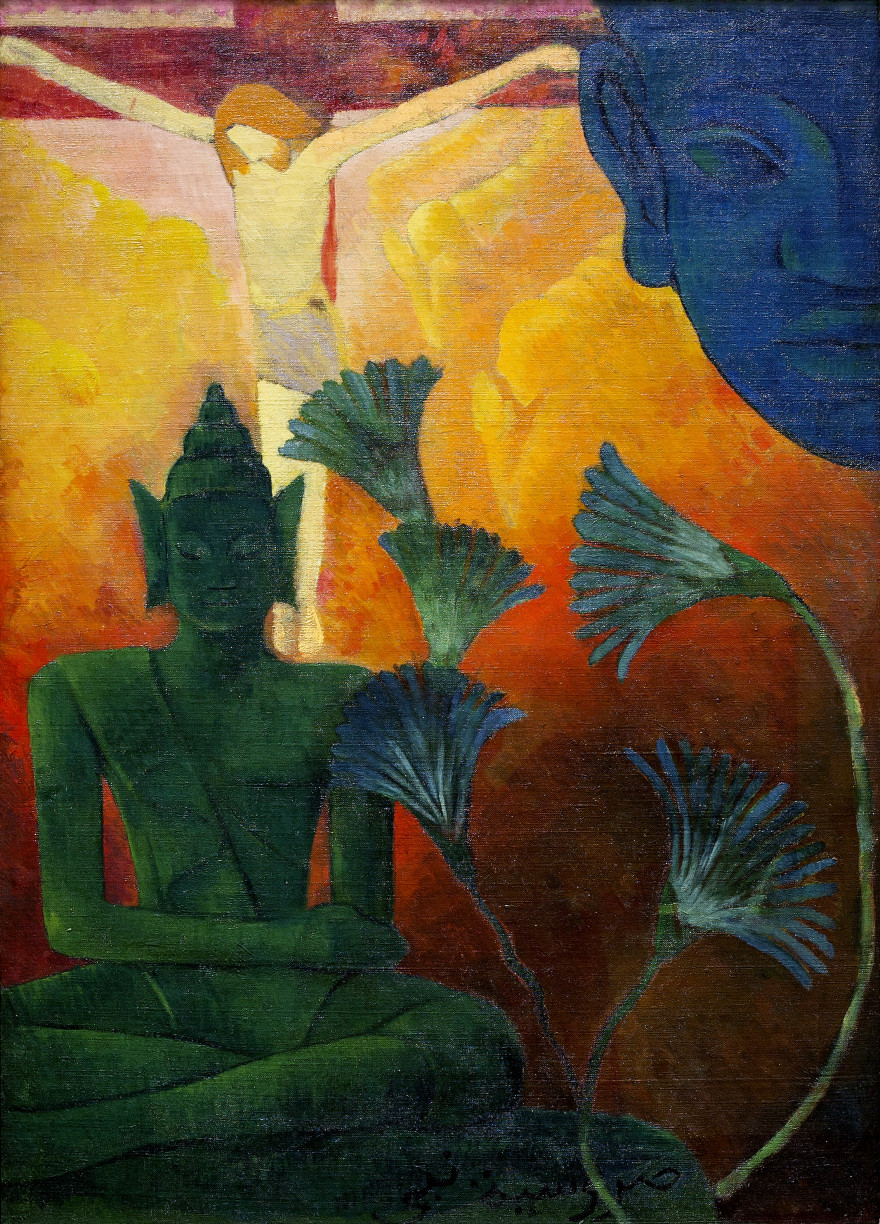
«Христос и Будда» (1880)